# Puiselet-le-Marais
Puiselet-le-Marais ist eine französische Gemeinde mit 261 Einwohnern (Stand: 1. Januar 2022) im Département Essonne in der Region Île-de-France. Sie gehört zum Arrondissement Étampes und ist Teil des Kantons Étampes. Die Einwohner werden Pirlotchets genannt. 

## Geographie
Puiselet-le-Marais liegt etwa 51 Kilometer südlich von Paris. Die Gemeinde liegt im Regionalen Naturpark Gâtinais français. Umgeben wird Puiselet-le-Marais von den Nachbargemeinden Bouville im Norden, Valpuiseaux im Osten, Mespuits im Süden und Südosten, Bois-Herpin im Süden, la Forêt-Sainte-Croix im Südwesten sowie Morigny-Champigny im Westen und Nordwesten.

## Bevölkerungsentwicklung
| Jahr                      | 1962 | 1968 | 1975 | 1982 | 1990 | 1999 | 2006 | 2013 |
| Einwohner                 | 106  | 109  | 126  | 184  | 245  | 324  | 289  | 287  |
| Quelle: Cassini und INSEE |      |      |      |      |      |      |      |      |

## Sehenswürdigkeiten
- Kirche Saint-Martin, seit 1912 Monument historique

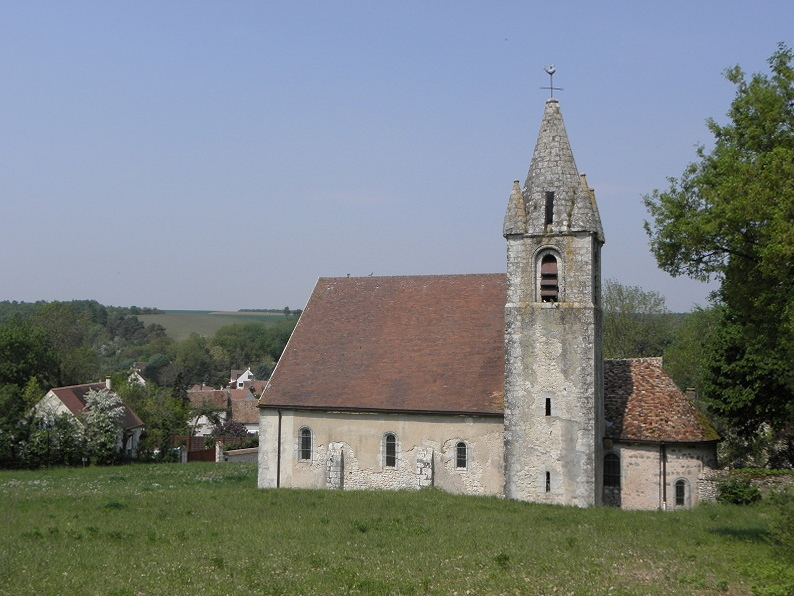
Kirche Saint-Martin

- Burg Le Petit-Marais